# Хангиран
Хангиран — крупное газовое месторождение в Иране. Расположено в северо-восточной части страны, в востоку от города Мешхеда. Открыто в 1960 году. Хангиран находится вблизи туркменской границы, его продолжением является одно из крупных газовых месторождении Туркмении Довлетабад.
Относится к Амударьинской нефтегазоносной области. Газоносность связана с отложениям мелового и юрского возраста. Залежи пластовые сводовые.
Начальные запасы природного газа 0,4 трлн. м³.
Оператором месторождения является иранская государственная компания NIOC. Добыча газа на месторождении в 2007 г. — составила 15 млрд. м³.